# Rousettus (subgènere)
Rousettus és un dels tres subgèneres en els quals se subdivideix generalment el gènere homònim. El subgènere conté els ratpenats que serviren per a la descripció que John Edward Gray feu del gènere l'any 1821. Hi ha un corrent minoritari de mastòlegs que opinen que no cal subdividir el gènere Rousettus en subgèneres.